# Pollimyrus maculipinnis
Pollimyrus maculipinnis är en fiskart som först beskrevs av Nichols och La Monte, 1934.  Pollimyrus maculipinnis ingår i släktet Pollimyrus och familjen Mormyridae. IUCN kategoriserar arten globalt som otillräckligt studerad. Inga underarter finns listade i Catalogue of Life.